# Đặng Xuân Kỳ
Đặng Xuân Kỳ (2 tháng 9 năm 1931 – 6 tháng 6 năm 2010), Giáo sư triết học, Ủy viên Ban Chấp hành Trung ương Đảng khóa VI và VII, nguyên Phó Chủ tịch Hội đồng Lý luận Trung ương Đảng Cộng sản Việt Nam; nguyên Viện trưởng Viện Nghiên cứu chủ nghĩa Mác–Lênin và tư tưởng Hồ Chí Minh, Giám đốc Trung tâm Khoa học xã hội nhân văn (nay là Viện Hàn lâm Khoa học xã hội Việt Nam), Phó Viện trưởng Viện Triết học Việt Nam, Phó Viện trưởng Viện Bảo tàng Hồ Chí Minh (nay là Bảo tàng Hồ Chí Minh). Ông là con trai của nhà cách mạng Việt Nam Trường Chinh.

## Tiểu sử
Giáo sư Đặng Xuân Kỳ là con của bà Nguyễn Thị Minh và Tổng bí thư Trường Chinh. Ông sinh ngày 2 tháng 9 năm 1931; Quê quán: làng Hành Thiện, xã Xuân Hồng, huyện Xuân Trường, tỉnh Nam Định.
Năm 1950–1960, ông tham gia Quân đội Nhân dân Việt Nam phục vụ trong binh chủng pháo binh, sau đó tham gia xây dựng những đơn vị hải quân đầu tiên của Việt Nam, là Sĩ quan Quân đội Nhân dân Việt Nam.
Năm 1960–1963, ông học tại khoa Triết học Trường Đại học Tổng hợp Lomonosov Liên Xô cũ.
Ông từng giữ các chức vụ: Phó Viện trưởng Viện Bảo tàng Hồ Chí Minh (1981–1987); Viện trưởng Viện Nghiên cứu chủ nghĩa Mác – Lê-nin và tư tưởng Hồ Chí Minh (nay là Học viện Chính trị – Hành chính quốc gia Hồ Chí Minh); Viện trưởng Viện Khoa học xã hội Việt Nam; Phó Chủ tịch Chuyên trách Hội đồng Lý luận Trung ương Đảng Cộng sản Việt Nam khóa IX; Ủy viên Ban Chấp hành Trung ương Đảng Cộng sản Việt Nam khóa VI, VII.
Ngày 6 tháng 6 năm 2010 (hồi 12 giờ 44 phút), ông qua đời tại nhà riêng (nhà 2 A3, khu Biệt thự Trung Tự, phường Trung Tự, quận Đống Đa, Hà Nội) do bệnh ung thư, hưởng thọ 79 tuổi ; An táng tại Nghĩa trang Mai Dịch, Hà Nội.

## Công trình công bố
- Hồ Chí Minh biên niên tiểu sử. Tập 8 (1961–1963) / Đặng Xuân Kỳ (Tổng chủ biên), Lê Văn Tích (Chủ biên tập 8). – Xuất bản lần 2. – H.: CTQG, 2008. – 571tr.; 21 cm.
- Hồ Chí Minh biên niên tiểu sử. Tập 9 (1964–1966) / Đặng Xuân Kỳ (Tổng chủ biên), Phùng Đức Thắng (Chủ biên tập 9). – Xuất bản lần 2. – H.: CTQG, 2008. – 595tr.; 21 cm.[2]
- Tư tưởng Hồ Chí Minh về phát triển văn hóa và con người/ Đặng Xuân Kỳ chủ biên; Đặng văn Kỳ, Hoàng Chí Bảo, Vũ Khiêu.– H.: Chính trị quốc gia, 2005.– 404tr; 21 cm.
- Một số vấn đề về xây dựng Đảng hiện nay/ Đặng Xuân Kỳ, Mạch Quang Thắng, Nguyễn Văn Hoà đồng chủ biên.– H.: Chính trị quốc gia, 2005.– 366tr; 21 cm.
- Tư tưởng Hồ Chí Minh về độc lập dân tộc và chủ nghĩa xã hội/ Nguyễn Đức Bình, Đặng Xuân Kỳ, Lê Mậu Hãn...– H.: Chính trị Quốc gia, 2003.– 495tr; 22 cm.
- Về công tác lý luận trong giai đoạn hiện nay/ Nguyễn Đức Bình, Phạm Văn Đồng, Đặng Xuân Kỳ,....– H.: Sự thật, 1992.– 122tr; 19 cm.
- Chủ tịch Hồ Chí Minh với cách mạng Tháng Mười/ Đặng Xuân Kỳ, Cao Văn Biền, An Mạnh Toàn....– H.: Sự thật, 1985.– 183tr.; 19 cm.
- Phương pháp và phong cách Hồ Chí Minh/ Đặng Xuân Kỳ chủ biên.– H.: Chính trị quốc gia, 1997.– 260tr.; 19 cm.[3]
- Giáo trình tư tưởng Hồ Chí Minh / Hội đồng Trung ương chỉ đạo biên soạn giáo trình quốc gia các bộ môn khoa học Mác – Lê-nin, tư tưởng Hồ Chí Minh. Đặng Xuân Kỳ chủ biên; H.: Chính trị Quốc gia, 2003; 489 tr.; 20,5 cm.[4]

## Giải thưởng
- Huân chương Chiến thắng hạng ba;
- Huân chương Kháng chiến chống Mỹ cứu nước hạng Nhì;
- Huân chương Độc lập hạng Ba;
- Kỷ niệm chương Vì sự nghiệp xây dựng và phát triển Học viện Chính trị quốc gia Hồ Chí Minh;
- Huy hiệu 60 năm tuổi Đảng Cộng sản Việt Nam.[1]
- Giải thưởng Hồ Chí Minh (2012) cho công trình: Một số vấn đề lý luận về xây dựng Đảng đối với một Đảng cầm quyền lãnh đạo sự nghiệp xây dựng chủ nghĩa xã hội (đồng tác giả: PGS.TS Nguyễn Thanh Tuấn, PGS.TS Trần Minh Trưởng)

## Gia đình
Ông là con trai cả của cố Tổng Bí thư Đảng Cộng sản Việt Nam Trường Chinh và bà Nguyễn Thị Minh. Con trai ông là Tiến sĩ Đặng Xuân Thanh hiện đang giữ chức Phó Chủ tịch Viện Hàn lâm Khoa học xã hội Việt Nam..
Đặng Xuân Kỳ được người nhà ví như một "trợ lý" của cha mình là cố tổng bí thư Trường Chinh, hai người thường xuyên đi dạo và thảo luận về các vấn đề quan trọng của đất nước lúc đó. Chính ông Kỳ đã cung cấp cho cha mình nhiều thông tin thực tế về đời sống của dân chúng, về tình hình kinh tế đất nước, mà các báo cáo chính thức gửi lên trung ương chưa chắc để cập đến.